# Чинопоследование
Чинопосле́дование (после́дование, греч. ακολουθία) в православии — закреплённое церковными правилами (или традиционно сложившееся) последовательное сочетание молитв, песнопений и действий, совокупность которых составляет определённое богослужение, например, чинопоследование всенощного бдения, чинопоследование Литургии преждеосвященных Даров. «Чинопоследованиями» называются как отдельные службы ежедневного суточного богослужебного круга, так и различные таинства, требы и некоторые обряды, совершаемые от случая к случаю.

## Происхождение термина
Термин «чинопоследование» включает в себя два понятия: «чин» и «последование»; «чин» — потому что здесь для конкретного богослужения изложен весь порядок совершения молитв и песнопений; «последование» — по той причине, что богослужения должны следовать за одним и предшествовать другим.